# 김익훈
김익훈(金益勳, 1619년~1689년)은 충청도 병마절도사 등을 지낸 조선의 외척 척신이며 문신(문신 관료 및 군인 겸 정치인 출신)이다. 숙종의 정비 인경왕후의 배다른 서얼 종조부이다. 본관은 광산, 자(字)는 무숙(懋叔)이고 호(號)는 광남(光南)이다.
음보(蔭補)로 출사하여 부총관 등을 거쳐 병마절도사 등을 지내고 보사공신 2등으로 광남군(光南君)에 봉군되었다. 서인 중진이자 척신 계열의 정치인으로 남인을 공격하였으며, 1680년(숙종 6) 복창군·복선군(福善君)·복평군(福平君) 등이 허견(許堅)과 모역을 꾀한다는 고변으로 경신대출척을 일으켜 김석주와 더불어 남인들을 몰아내는 데 적극 가담하였다. 허견의 비리와 부패행위 정보를 입수하여 사건을 확대, 숙종의 외당숙 김석주와 함께 역모 사건을 날조하여 남인들을 일망 타진하려다가 서인이 노론, 소론으로 분당되는 원인을 제공하였다. 시호는 충헌(忠獻)이다.
김장생의 손자이자 김집의 조카이며, 송시열의 문인이다.

## 생애

### 생애 초기

할아버지 사계 김장생
서인 예학의 종조였다.

광남 김익훈은 1619년 김장생의 손자이자 참판을 지내고 증 의정부 영의정에 추증된 김반의 서얼 출생 아들(서자)이다. 예학자이자 북벌론자이며 효종 때 민회빈 강씨의 사면 복권을 주장하던 신독재 김집의 조카였다. 인경왕후의 조부이자 병자호란 때의 순절신 김익겸(金益兼)은 그의 형이며, 인경왕후의 친정아버지인 김만기와 구운몽, 사씨남정기의 저자 김만중 형제들은 그의 조카였다.
우암 송시열의 문하에서 수학하였는데, 송시열은 이이와 친할아버지 김장생, 둘째 숙부 김집의 학맥을 계승한 서인의 학자이며 성리학, 예학의 권위자였다. 송시열의 문하에서 수학한 그는 인조 때 병자호란이 발생하자 강화도로 피난갔다가, 여진족을 피해 다른 곳으로 이동하였다.

### 정치 활동

#### 관료 생활
그 뒤 1648년(인조 26) 음보로 출사하여 음직으로 의금부도사에 제수되고 사옹원 직장을 거쳐 전생서 주부, 1652년(효종 3) 사복시 주부를 지냈다. 이후 사복시판관, 호서 영남 점마 등 여러 관직을 지내고 현종 때 금부도사, 남원 부사, 사복시의 첨정(僉正), 내승(內乘)을 겸했고 장성부사로 취임, 선정을 베풀어 거사비(去思碑)가 세워졌다.
이후 공조정랑, 한성부 서윤, 군기시첨정, 사도시정 등을 지내고 수원부사로 나갔다. 1653년 내승, 1660년 남원부사를 지냈다. 다시 내직으로 돌아와 장악원정, 돈녕부도정을 거쳐 외직인 남원부사, 수원방어사, 광주방어사(廣州防禦使), 충청도병마절도사를 지냈다. 이 기간 중 송시열과 송준길의 예론을 문제삼아 종통과 적통으로 양분하려 한다는 윤선도, 허목 등을 비판, 공격하였다.
1678년(숙종 4년)에는 광주부윤(廣州府尹)으로 부임하였으나 남인의 탄핵을 당했다. 어영대장에 임명되었다가 전라병사로 임명되었으나 또 반대파의 반대로 1680년(숙종 7) 다시 광주부윤에 임명되었다가 한성부 우윤 겸 부총관이 되었다.

#### 남인 제거 기도

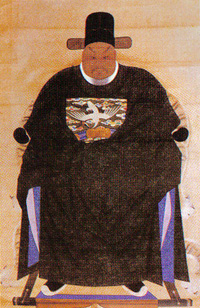
식암 김석주
그와 함께 남인 제거 공작을 주도하였다.

그 후 형조참판, 어영대장(御營大將) 등의 요직을 역임하면서, 훈척세력의 일원으로서 송시열 등과의 협력관계를 바탕으로 힘을 얻어 병권을 장악하고 정국을 주도하였다. 1675년 조카 김만기의 딸이었던 세자빈 김씨가 숙종의 즉위와 함께 중전이 되면서 왕비의 종조부인 김익훈은 군권과 병권을 장악했다. 이어 함경남도병마절도사로 나갔다. 그러나 그해 곧 남인이 집권하면서 그해 11월 탄핵을 받고 파직당하였다.
그러나 남인 홍우원, 허목, 북인 윤휴 등이 예송을 빌미로 송시열을 사형시키려 하자 그는 김석주와 모의하여 남인을 일망타진할 계획을 수립한다.
1680년(숙종 6) 김석주와 함께, 남인과 왕족 복창군·복선군·복평군 등이 허견과 모역을 꾀한다는 고변을 하였다. 이로써 1680년(숙종 6년) 경신대출척을 일으켜 윤휴, 허목, 허적 등 남인을 정계에서 축출하는데 주도적 역할을 수행하였으며, 남인의 역모를 미연에 방지한 공로가 인장되어 보사공신(保社功臣) 2등에 녹훈되고, 광남군(光南君)에 책록되었다. 한성부 좌윤, 형조참판에 임명되고, 이후 광주 부윤·형조 참판·다시 어영대장 등을 지냈다. 1681년(숙종 7) 경기총융사에 겸임되었다가 어영대장을 거쳐 1687년(숙종 14) 초 부총관, 동년 가을에 충청도병마절도사에 제수되었다.

#### 노소 분당과 기사환국
그러나 그는 경신대출척으로 남인을 숙청한 것에 만족하지 못하고, 남인을 박멸할 계획을 세운다. 1682년(숙종 8년) 봄, 그는 대비 김씨의 사촌인 김석주 등과 함께 남인을 타도할 목적으로 허새(許璽), 허영(許瑛), 유명견(柳命堅) 등에게 반역을 하도록 계략을 꾸민뒤 서인으로 남인 오정위의 서녀를 첩으로 둔 김환을 시켜서 정보를 빼내오게 했다. 그러나 서인 내부의 소장파인 한태동(韓泰東)·조지겸(趙持謙) 등이 이를 반대하여 서인 내부에서도 논란이 발생했고, 그를 역처벌하라는 탄핵 여론이 나타났다.
김익훈이 남인을 가혹하게 처벌하면서 이에 반발하던 서인 소장파 박태유(朴泰維)는 그가 남인을 무자비하게 숙청한 데 반발, 가혹하고 방법이 끔찍하다며 이를 비판, 탄핵하다가 거제현령(巨濟縣令)으로 좌천되었다. 그밖에도 신완 등 다른 서인 소장파들 역시 김익훈을 비판하였다.
그런데 허새의 옥사 등이 김익훈과 김석주가 확대시킨 것으로 밝혀지면서 서인 내부에서는 논란이 벌어졌다. 당은 다르지만 허위 날조로 상대방을 말살하려 해서는 안된다는 여론이 나오면서 이후 김익훈 처벌을 놓고 서인에서도 의견이 갈렸다. 이때 송시열은 처음에 김익훈의 처벌을 주장하였다가 한성으로 상경한 뒤 서인 노장파의 의견을 듣고 의견을 선회, 이태조의 시호 추시 문제 등 다른 문제를 거론하다가 결국 처벌을 반대하여 서인은 노론, 소론으로 분당하게 되었다. 그는 이후 가선대부로 승진, 한성부우윤이 되고 겸 부총관이 되었다.
허영 허새의 옥사로 보사공신에 책록되고 광남군에 봉작되었다. 1681년 좌윤, 형조참판 겸 부총관 총융사, 1682년 겸 기보총융사가 되었다가 어영대장이 되었다. 1689년 그의 스승 송시열, 김수항 등이 숙종의 왕자 균(후일의 경종)의 세자 정호를 반대하다가 기사환국이 발생한다.
숙종 15년(1689) 후궁 장씨가 왕자를 낳음으로써 9년 만에 재집권한 남인들은 과거사 청산에 나섰다. 남인 허새·허영 등을 역모로 고변해 죽게 만든 임술고변의 기획자 김석주는 숙종 10년(1684) 이미 사망했으므로 김익훈이 주요 대상이었다. 남인들은 의금부에 국청을 설치하고 숙종 15년 2월 25일 김익훈 등 6인을 체포해 투옥했다. 이 날짜 『숙종실록』은 “한수만(韓壽萬)은 스스로 목을 매어 죽었다”고 전하고 있다. 한수만은 김익훈의 사주로 전 병사(兵使) 김환 등과 함께 허새 등을 고변한 기패관(旗牌官:군영의 장교)이었다. 고변자 이회는 허새가 화약과 화전(火箭:불화살)을 주었다고 진술하다가 다섯 차례의 혹독한 형신(刑訊:형장을 치며 묻는 것) 끝에 “김익훈이 은 100냥을 주어 화약과 화전을 샀다”고 실토했다. 김환도 다섯 차례의 형신 끝에 ‘김익훈이 강상(江上)에다 집을 사서 주면서 사람들을 기찰(譏察)하게 했다”고 자백했다.
김익훈은 죽은 김석주에게 정치공작의 책임을 전부 떠넘겼으나 끝내 장하(杖下)에서 물고(物故)되었다. 그는 공신호를 빼앗기고 평안도 강계로 유배되었다. 이후 무고한 사람을 많이 죽였다는 죄명으로 인하여 평안도 평양까지 압송되어 추국, 그해 3월 남인 형관으로부터 장형과 고문을 연이어 당하다가 형문을 받던 중 죽었다. 당시 그의 향년 71세였다.

### 사후
아들 김만채 등은 그의 아들이라는 이유로 유배되었고, 시신은 가까운 친지들에 의해 장사하고 경기도 광주군 퇴촌면 무수리에 안장되었다. 묘(墓)는 처음 임시로 고장(藁葬)하였다가, 복관된 뒤 경기도 광주군 퇴촌면 번천리에 장사했다가, 뒤에 경기도 광주시 퇴촌면 무수리 산 4-3번지에 이장되었다.
사후 1694년(숙종 20) 갑술환국으로 남인이 실각하면서 우승지인 김만채가 아버지의 억울함을 하소연하여 복권되고 증 이조판서(吏曺判書)가 추증되었다. 그러나 경종이 즉위한 뒤 소론이 집권하면서 다시 추탈되었다. 1720년(경종 즉위년) 다시 손자 김진상(金鎭商)이 조부의 억울함을 상소했다가 그해 가을 전라 감사(全羅監司) 한지(韓祉) 등이 반론을 제기하는 등 논쟁거리가 되기도 했으나, 곧 묻혀졌다. 이후 영조 때인 1760년 최종 복권되었다.
1871년(고종 8년) 3월 충헌공(忠獻公)의 시호가 내려졌다.

## 가계
- 할아버지 : 김장생
- 아버지 : 김반
- 의모(적모) : 김씨, 첨추(僉樞) 김진려(金進礪)의 딸(1590~1611)
  - 이복형 : 김익렬(金益烈)
  - 이복형 : 김익희(金益熙)
- 의모(계적모) : 연산 서씨(徐氏), 증 참판 서주(徐澍)의 딸(1596~1637)
  - 이복형 : 김익겸(金益兼)
- 서모 : 아버지 김반의 첩
  - 이복동생 : 김익후(金益煦)
- 생모 : 아버지 김반의 첩
  - 동복동생 : 김익경(金益炅, 1629~1675)
- 부인 : 신 안동 김씨(安東 金氏, ? ~ 1676년) - 김언의 딸
  - 첫째아들(장남) : 김만채(金萬埰)
    - 손자 : 김진항(金鎭恒)
    - 손자 : 김진상(金鎭商)

  - 막내아들 : 김만선(金萬墡)
    - 손자 : 김진서(金鎭瑞) - 생부 : 김만기
- 측실 : 구 안동 김씨 첩실
  - 둘째아들(서자) : 김만게(金萬垍)
- 장인 : 김언 - 신 안동 김씨 후손

## 기타
허영 허새의 옥사가 확대된 사건이라는 것이 알려지자 서인 유생들은 사태를 확대시킨 김익훈과 김석주의 처벌을 원하였다. 그러나 상경한 송시열이 당초 약속을 뒤집고 김익훈과 김석주의 편을 들면서 실망한 서인 유생들은 윤선거와 윤증의 편으로 돌아서게 된다.
그의 8대손 김영현의 딸은 독립운동가 겸 정치인 서재필의 부인이었다.

## 김익훈을 연기한 배우
- 《인현왕후》 (1988) - 김주영, MBC 드라마
- 《장희빈》(2003) - 나한일, KBS 드라마

## 같이 보기
| - 기사환국 - 경신환국 - 김만기 - 김만중 - 경신환국 - 인경왕후 - 서인 - 김장생 - 김반 - 김집 - 김춘택 - 김석주 - 보사공신 - 송시열 - 송준길 - 김수항 - 김만채 - 김창집 | - 서인 - 숙종 - 인현왕후 - 병자호란 - 김육 - 김양택 - 노론 - 소론 - 민정중 - 민유중 - 민진후 - 윤증 - 이이명 - 이건명 - 이사명 - 김익경 - 김진구 - 서재필 - 예송 | - 홍수의 변 - 김우명 - 삼복의 변 - 허새의 옥사 - 윤휴 - 윤선거 - 윤선도 - 허목 - 허적 - 홍우원 |

## 참고 문헌
- 숙종실록
- 연려실기술